# Бейшеналиев, Болот
Болот Бейшеналиев (25 июня 1937, Восточный, Кеминский район — 18 ноября 2002, Бишкек) — советский и киргизский кинематографист, актёр театра и кино. Народный артист Киргизии (1994).

## Биография
Родился 25 июня 1937 года в селении Калмак-Ашуу Кеминского района.
Окончил студию при Киргизском театре оперы и балета (1957) и Ташкентский театрально-художественный институт (1963).
Работал помощником и ассистентом режиссёра на киностудии «Киргизфильм». Одновременно благодаря своей фактурной внешности, в 1960-е — 1980-е годы много снимался в различных советских фильмах, в основном в эпизодах и ролях второго плана, чаще в отрицательных ролях, там, где требовался «восточный» персонаж. Чаще всего это был представитель одной из среднеазиатских республик, бандит, басмач, чиновник, восточный старик, иногда реальная историческая личность. Среди восточных персонажей актёра также были китайцы — Лю Фан Чин в фильме «Казачья застава», Лао в «ТАСС уполномочен заявить», Лу в «Тайнах мадам Вонг», и японцы: в 1976 году он претендовал на роль японца — детектива Исидо в приключенческом фильме «Транссибирский экспресс», но не получил её, в 1981 сыграл другого японца — офицера Исии в фильме «Через Гоби и Хинган».
Народный артист Кыргызстана (1994).
Скончался 18 ноября 2002 года, похоронен на Ала-Арчинском кладбище Бишкека.
Сын — актёр Азиз Бейшеналиев.

## Память
Правительством Кыргызской Республики было принято постановление N 523 от 18.08.2003 г. «Об увековечивании памяти народного артиста Кыргызской Республики Болота Бейшеналиева». Согласно постановлению имя артиста будет присвоено кинотеатру «Спутник» в посёлке городского типа Кемин Кеминского района Чуйской области, а перед зданием кинотеатра будет установлен его бюст.

## Фильмография
- 1964 — Белые горы — брат
- 1965 — Первый учитель — учитель Дюйшен
- 1966 — Белые, белые аисты — Каюм
- 1966 — Андрей Рублёв — татарский царевич Талыч
- 1967 — Житие и вознесение Юрася Братчика — Мурза Селим
- 1967 — Материнское поле — Касым (дублировал В. Ферапонтов)
- 1967 — Звёзды и солдаты — Чингиз
- 1967 — Места тут тихие — Стёпа Овчинников, лётчик, старший лейтенант, хант
- 1968 — Джамиля — художник
- 1968 — Красные пески — Миршарапов, командир
- 1968—1972 — Освобождение — танкист
- 1969 — Колония Ланфиер — Гупи
- 1969 — Где 042? — матрос якут Номоконов
- 1971 — Без страха — Усубалиев
- 1971 — Захар Беркут — хан Пета
- 1971 — Поклонись огню — Азизов
- 1972 — Горизонты— Таир Мурзин
- 1972 — Седьмая пуля — Хасанов
- 1972 — Горячий снег — Касымов
- 1972 — Последний форт — Камаль Асланов
- 1973 — Дмитрий Кантемир — крымский хан
- 1973 — Ветер каждый день
- 1973 — Открытая книга — умирающий
- 1973 — Тайна забытой переправы — Саттар
- 1973 — Чинара — Матнияз
- 1974 — Абу Райхан Беруни — Сиявуш
- 1974 — Кто был ничем… — Урман-бек
- 1975 — Восход над Гангом — Маматкул
- 1975 — Это было в Межгорье — Каримбаев
- 1975 — Тот станет всем
- 1975 — Человек уходит за птицами — стражник Аллаяр-бая
- 1976 — Зеница ока — Эркин
- 1976 — Мне надо посоветоваться (короткометражный)
- 1977 — Мама, я жив (ГДР) — Чингиз Касумович, советский офицер
- 1977 — Долг — кузнец Темирбей
- 1979 — Три дня в июле — Алым
- 1979 — Возвращение чувств — Бакый
- 1979 — Ищи ветра… —
- 1979 — Эхо далёких выстрелов
- 1979 — Отец и сын — охотник
- 1979 — Последняя охота — эскимос
- 1980 — От Буга до Вислы — партизан
- 1981 — Когда уходят киты — Ветлы
- 1981 — Через Гоби и Хинган — Исии, японский офицер
- 1981 — Мужество — китаец Фен
- 1981 — Год дракона — Ван
- 1981 — Право на выстрел — шкипер «Мики-18»
- 1981 — Владивосток, год 1918 — Исато
- 1982 — Белый шаман — Вапыскат, Чёрный шаман
- 1982 — Казачья застава — хунхуз Лю Фан Чин
- 1982 — Огненные дороги — казах
- 1982 — Профессия — следователь — Шурпетов
- 1983 — Семён Дежнёв — Сахей
- 1983 — Срок давности — бригадир
- 1984 — Чокан Валиханов — старик
- 1984 — Песнь о любви — слепой аксакал
- 1984 — Первый
- 1984 — Позывные «Вершина»
- 1984 — ТАСС уполномочен заявить — Лао, китайский советник
- 1986 — Золотая баба — вогульский шаман Воюпта
- 1986 — Тайны мадам Вонг — Лу
- 1986 — Торо (короткометражный)
- 1987 — Даниил — князь Галицкий — беклярибек Куремса
- 1988 — На помощь, братцы! — Опекун
- 1988 — Гадание на бараньей лопатке — Батва
- 1989 — Маньчжурский вариант (оригинальное название «Хотуман Отель») — генерал
- 1989 — Султан Бейбарс — Калаун
- 1989 — Гарем Степана Гуслякова — Смагулов
- 1990 — Очарованный странник — старый татарин
- 1990 — Духов день — Жадобин
- 1991 — Азиат — Атай
- 1991 — Последнее путешествие Каипа
- 1991 — Гибель Отрара — Чингисхан
- 1992 — Печать сатаны (Кыргызстан)
- 1992 — Рэкет — Мустафа Калабаев
- 1994 — Замок — староста
- 1995 — Абай (Франция, Казахстан) — Божей
- 1996 — Тот, кто нежнее — Султан Хан-Гирей
- 1996 — Русский проект («Дома лучше») — пожилой казах
- 1999 — Мама — эпизод